# Crocus cvijicii
Crocus cvijicii är en irisväxtart som beskrevs av Kosanin. Crocus cvijicii ingår i släktet krokusar, och familjen irisväxter. Inga underarter finns listade i Catalogue of Life.